# عبد العزيز بن رفيع
عبد العزيز بن رفيع (المتوفي سنة 130 هـ) تابعي كوفي، وأحد رواة الحديث النبوي

## سيرته
نشأ عبد العزيز بن رفيع الأسدي في الطائف، وسمع العلم في الطائف ومكة من عدد من الصحابة والتابعين، ورأى أم المؤمنين عائشة بنت أبي بكر، وسمع أذان أبو محذورة الجمحي. انتقل عبد العزيز بن رفيع بعدئذ إلى الكوفة، وسكنها. وقد عمّر ابن رفيع حتى جاوز التسعين، وقيل جاوز المائة. كما قيل إنه قلما تزوج امرأة إلا وطلبت الطلاق لكثرة جماعه بها. وقد توفي ابن رفيع سنة 130 هـ.

## روايته للحديث النبوي
- روى عن: عبد الله بن عباس وعبد الله بن عمر بن الخطاب وأنس بن مالك والقاضي شريح بن الحارث وزيد بن وهب الجهني وعبيد بن عمير الليثي[1] وإبراهيم بن يزيد النخعي وأمية بن صفوان بن أمية وتميم بن طرفة وحبيب بن أبي ثابت وذكوان أبي صالح السمان وسويد بن غفلة وشداد بن معقل الكوفي وعامر بن مسعود الجمحي وأبي الطفيل عامر بن واثلة الليثي وعبد الله بن الزبير وعبد الله بن عبيد الله بن أبي مليكة وعبد الله بن أبي قتادة وعبيد الله بن القبطية وعطاء بن أبي رباح وعكرمة مولى ابن عباس وعمرو بن دينار والمعرور بن سويد وأبي بردة بن أبي موسى الأشعري وأبي عمرو الصيني.[2]
- روى عنه: شعبة بن الحجاج وسفيان الثوري وأبو الأحوص سلام بن سليم وشريك بن عبد الله النخعي وجرير بن عبد الحميد وأبو بكر بن عياش وسفيان بن عيينة[1] وإبراهيم بن طهمان وإسرائيل بن يونس والحسن بن صالح بن حي وحصين بن عبد الرحمن السلمي وزائدة بن قدامة الثقفي وزهير بن معاوية وسليمان بن مهران الأعمش وصالح بن موسى الطلحي وعبد الله بن شبرمة وعبيدة بن حميد وعمرو بن دينار والفضيل بن عياض ومعاوية بن سلمة النصري ومغيرة بن مقسم الضبي والنضر بن محمد المروزي وأبو حنيفة النعمان بن ثابت وأبو إسحاق الشيباني وأبو حمزة السكري.[2]
- الجرح والتعديل: قال علي بن المديني عن عبد العزيز بن رفيع أن: «له نحو ستين حديثًا». وعدّه يحيى بن معين وأبو حاتم والنسائي من الثقات. كما روى له الجماعة.[2]